# Bologna Football Club 1978-1979
Questa voce raccoglie le informazioni riguardanti il Bologna Football Club nelle competizioni ufficiali della stagione 1978-1979.

## Stagione
In una difficile annata segnata da ben tre cambi di guida tecnica — a Bruno Pesaola subentrò dal 9 gennaio 1979 Marino Perani, a sua volta sostituito il 20 febbraio da Cesarino Cervellati —, la compagine petroniana concluse il campionato al 13º posto, ottenendo in extremis per la terza stagione di fila la salvezza, peraltro solo grazie alla migliore differenza reti rispetto alle dirette concorrenti L.R. Vicenza e Atalanta.
Nella Coppa Italia prima del campionato il Bologna disputa il secondo turno di qualificazione, che promuove ai Quarti di Finale della competizione la Lazio.

## Divise

Angelo Castronaro con la divisa rossoblù firmata Admiral, primo sponsor tecnico nella storia del club.

In questa stagione compare lo sponsor tecnico, in questo caso Admiral.
| Casa | Trasferta | 1ª portiere | 2ª portiere |

## Organigramma societario
Area direttiva
- Presidente: Luciano Conti
- Segretario: Gianluigi Farnè

Area sanitaria
- Medico sociale: Giampaolo Dalmastri
- Massaggiatori: Ulisse Bortolotti

Area tecnica
- Direttore sportivo: Carlo Montanari
- Allenatore: Bruno Pesaola, poi dal 9 gennaio Marino Perani, infine dal 20 febbraio Cesarino Cervellati
- Allenatori in seconda: Piero Battara, Cesarino Cervellati e Romano Fogli

## Rosa

Da sinistra: il neoacquisto Antonio Juliano esce dal campo discutendo con l'allenatore Marino Perani.

| N. |                   | Ruolo | Calciatore        |
| -- | ----------------- | ----- | ----------------- |
|    | Italia (bandiera) | P     | Franco Mancini    |
|    | Italia (bandiera) | P     | Maurizio Memo     |
|    | Italia (bandiera) | P     | Giuseppe Zinetti  |
|    | Italia (bandiera) | D     | Klaus Bachlechner |
|    | Italia (bandiera) | D     | Mauro Bellugi     |
|    | Italia (bandiera) | D     | Franco Cresci     |
|    | Italia (bandiera) | D     | Tazio Roversi     |
|    | Italia (bandiera) | D     | Renato Sali       |
|    | Italia (bandiera) | D     | Stefano Garuti    |
|    | Italia (bandiera) | C     | Angelo Castronaro |
|    | Italia (bandiera) | C     | Franco Colomba    |

| N. |                   | Ruolo | Calciatore              |
| -- | ----------------- | ----- | ----------------------- |
|    | Italia (bandiera) | C     | Antonio Juliano         |
|    | Italia (bandiera) | C     | Claudio Maselli         |
|    | Italia (bandiera) | C     | Ennio Mastalli          |
|    | Italia (bandiera) | C     | Franco Nanni            |
|    | Italia (bandiera) | C     | Adelmo Paris            |
|    | Italia (bandiera) | C     | Gian Pietro Tagliaferri |
|    | Italia (bandiera) | C     | Leonardo Rossi          |
|    | Italia (bandiera) | A     | Alberto Bergossi        |
|    | Italia (bandiera) | A     | Antonio Bordon          |
|    | Italia (bandiera) | A     | Michele Morra           |
|    | Italia (bandiera) | A     | Francesco Vincenzi      |

## Risultati

### Serie A

#### Girone di andata
| Arbitro: | Ciulli (Roma) |

|  |           |            |
|  | Marcatori | 78’ Muraro |

| Arbitro: | Menicucci (Firenze) |

|                          |           |                             |
| A. Moro 40’ Anastasi 55’ | Marcatori | 70’ Maselli 75’ F. Vincenzi |

| Arbitro: | Pieri (Genova) |

|                                                             |           |                          |
| A. Bordon 17’, 50’ F. Vincenzi 35’, 58’ E. Galli 81’ (aut.) | Marcatori | 32’ Faloppa 52’ Guidetti |

| Arbitro: | Bergamo (Livorno) |

|                         |           |  |
| De Nadai 17’ Pruzzo 53’ | Marcatori |  |

| Bologna 29 ottobre 1978 5ª giornata | Bologna       | 0 – 0 | Juventus | Stadio Comunale\| Arbitro: \| Longhi (Roma) \| |
| Arbitro:                            | Longhi (Roma) |       |          |                                                |

| Arbitro: | Lattanzi (Roma) |

|            |           |  |
| Amenta 87’ | Marcatori |  |

| Bologna 12 novembre 1978 7ª giornata | Bologna          | 0 – 0 | Avellino | Stadio Comunale\| Arbitro: \| Benedetti (Roma) \| |
| Arbitro:                             | Benedetti (Roma) |       |          |                                                   |

| Bergamo 19 novembre 1978 8ª giornata | Atalanta         | 0 – 0 | Bologna | Stadio Comunale\| Arbitro: \| Terpin (Trieste) \| |
| Arbitro:                             | Terpin (Trieste) |       |         |                                                   |

| Arbitro: | Mattei (Macerata) |

|                  |           |            |
| Paris 23’ (rig.) | Marcatori | 61’ Zanini |

| Arbitro: | D'Elia (Salerno) |

|             |           |  |
| Musiello 8’ | Marcatori |  |

| Arbitro: | Barbaresco (Cormons) |

|            |           |  |
| Wilson 77’ | Marcatori |  |

| Arbitro: | Agnolin (Bassano del Grappa) |

|               |           |                |
| A. Bordon 48’ | Marcatori | 68’ G. Savoldi |

| Arbitro: | Milan (Treviso) |

|                                       |           |             |
| Greco 24’ P. Sala 70’ F. Graziani 76’ | Marcatori | 41’ Juliano |

| Arbitro: | Menegali (Roma) |

|  |           |                |
|  | Marcatori | 61’ A. Maldera |

| Arbitro: | Lo Bello (Siracusa) |

|                                    |           |                      |
| Casarsa 25’, 68’ W. Speggiorin 58’ | Marcatori | 76’ (rig.) A. Bordon |

#### Girone di ritorno
| Milano 28 gennaio 1979 16ª giornata | Inter             | 0 – 0 | Bologna | Stadio San Siro\| Arbitro: \| Bergamo (Livorno) \| |
| Arbitro:                            | Bergamo (Livorno) |       |         |                                                    |

| Bologna 4 febbraio 1979 17ª giornata | Bologna        | 0 – 0 | Ascoli | Stadio Comunale\| Arbitro: \| Pieri (Genova) \| |
| Arbitro:                             | Pieri (Genova) |       |        |                                                 |

| Arbitro: | Mattei (Macerata) |

|                         |           |                                 |
| Cerilli 8’ P. Rossi 32’ | Marcatori | 56’ Mastalli 80’ (aut.) P. Rosi |

| Arbitro: | Casarin (Milano) |

|            |           |                              |
| Cresci 82’ | Marcatori | 22’ Pruzzo 28’ Di Bartolomei |

| Arbitro: | Barbaresco (Cormons) |

|           |           |                |
| Verza 47’ | Marcatori | 65’ Castronaro |

| Bologna 11 marzo 1979 21ª giornata | Bologna       | 0 – 0 | Fiorentina | Stadio Comunale\| Arbitro: \| Longhi (Roma) \| |
| Arbitro:                           | Longhi (Roma) |       |            |                                                |

| Avellino 18 marzo 1979 22ª giornata | Avellino       | 0 – 0 | Bologna | Stadio Partenio\| Arbitro: \| Pieri (Genova) \| |
| Arbitro:                            | Pieri (Genova) |       |         |                                                 |

| Arbitro: | Bergamo (Livorno) |

|             |           |  |
| Maselli 57’ | Marcatori |  |

| Catanzaro 1º aprile 1979 24ª giornata | Catanzaro                    | 0 – 0 | Bologna | Stadio Comunale\| Arbitro: \| Agnolin (Bassano del Grappa) \| |
| Arbitro:                              | Agnolin (Bassano del Grappa) |       |         |                                                               |

| Arbitro: | Mattei (Macerata) |

|           |           |  |
| Paris 31’ | Marcatori |  |

| Arbitro: | Lapi (Firenze) |

|                               |           |                     |
| Paris 45’ (rig.) A.Bordon 70’ | Marcatori | 87’ (rig.) Giordano |

| Arbitro: | Barbaresco (Cormons) |

|                                |           |                 |
| C. Pellegrini 8’ Vinazzani 56’ | Marcatori | 15’ F. Vincenzi |

| Arbitro: | Pieri (Genova) |

|             |           |                |
| Juliano 69’ | Marcatori | 87’ Zaccarelli |

| Milano 6 maggio 1979 29ª giornata | Milan               | 0 – 0 | Bologna | Stadio San Siro\| Arbitro: \| Menicucci (Firenze) \| |
| Arbitro:                          | Menicucci (Firenze) |       |         |                                                      |

| Arbitro: | Casarin (Milano) |

|                                   |           |                |
| Mastalli 40’ A. Bordon 49’ (rig.) | Marcatori | 31’, 34’ Bagni |

### Coppa Italia

#### Secondo Girone
| 27 agosto 1978 1ª giornata |  | – Turno riposo Bologna |  |  |

| Arbitro: | Mascia (Milano) |

|  |           |             |
|  | Marcatori | 62’ Gaudino |

| Arbitro: | D'Elia (Salerno) |

|               |           |              |
| Prestanti 21’ | Marcatori | 78’ Mastalli |

| Arbitro: | Bergamo (Livorno) |

|               |           |              |
| A. Bordon 34’ | Marcatori | 55’ Giordano |

| Bologna 17 settembre 1978 5ª giornata | Pistoiese       | 0 – 0 | Bologna | Stadio Comunale\| Arbitro: \| Milan (Treviso) \| |
| Arbitro:                              | Milan (Treviso) |       |         |                                                  |

## Statistiche

### Statistiche di squadra
| Competizione | Punti | In casa | In casa | In casa | In casa | In casa | In casa | In trasferta | In trasferta | In trasferta | In trasferta | In trasferta | In trasferta | Totale | Totale | Totale | Totale | Totale | Totale | DR |
| Competizione | Punti | G       | V       | N       | P       | Gf      | Gs      | G            | V            | N            | P            | Gf           | Gs           | G      | V      | N      | P      | Gf     | Gs     | DR |
| ------------ | ----- | ------- | ------- | ------- | ------- | ------- | ------- | ------------ | ------------ | ------------ | ------------ | ------------ | ------------ | ------ | ------ | ------ | ------ | ------ | ------ | -- |
| Serie A      | 24    | 15      | 4       | 8       | 3       | 15      | 12      | 15           | 0            | 8            | 7            | 8            | 18           | 30     | 4      | 16     | 10     | 23     | 30     | -7 |
| Coppa Italia |       | 2       | 0       | 1       | 1       | 1       | 2       | 2            | 0            | 2            | 0            | 1            | 1            | 4      | 0      | 3      | 1      | 2      | 3      | -1 |
| Totale       |       | 17      | 4       | 9       | 4       | 16      | 14      | 17           | 0            | 10           | 7            | 9            | 19           | 34     | 4      | 19     | 11     | 25     | 33     | -8 |

### Statistiche dei giocatori
| Giocatore      | Serie A  | Serie A | Serie A     | Serie A    | Coppa Italia | Coppa Italia | Coppa Italia | Coppa Italia | Totale   | Totale | Totale      | Totale     |
| Giocatore      | Presenze | Reti    | Ammonizioni | Espulsioni | Presenze     | Reti         | Ammonizioni  | Espulsioni   | Presenze | Reti   | Ammonizioni | Espulsioni |
| -------------- | -------- | ------- | ----------- | ---------- | ------------ | ------------ | ------------ | ------------ | -------- | ------ | ----------- | ---------- |
| K. Bachlechner | 28       | 0       | ?           | ?          | 4            | 0            | ?            | ?            | 32       | 0      | ?           | ?          |
| M. Bellugi     | 16       | 0       | ?           | ?          | 1            | 0            | ?            | ?            | 17       | 0      | ?           | ?          |
| A. Bergossi    | 2        | 0       | ?           | ?          | -            | -            | -            | -            | 2        | 0      | 0+          | 0+         |
| A. Bordon      | 27       | 6       | ?           | ?          | 4            | 1            | ?            | ?            | 31       | 7      | ?           | ?          |
| A. Castronaro  | 23       | 1       | ?           | ?          | -            | -            | -            | -            | 23       | 1      | 0+          | 0+         |
| F. Colomba     | 26       | 0       | ?           | ?          | -            | -            | -            | -            | 26       | 0      | 0+          | 0+         |
| F. Cresci      | 18       | 1       | ?           | ?          | 3            | 0            | ?            | ?            | 21       | 1      | ?           | ?          |
| A. Juliano     | 15       | 2       | ?           | ?          | 4            | 0            | ?            | ?            | 19       | 2      | ?           | ?          |
| F. Mancini     | -        | -       | -           | -          | 1            | -1           | ?            | ?            | 1        | -1     | 0+          | 0+         |
| C. Maselli     | 30       | 2       | ?           | ?          | 4            | 0            | ?            | ?            | 34       | 2      | ?           | ?          |
| E. Mastalli    | 20       | 2       | ?           | ?          | 3            | 1            | ?            | ?            | 23       | 3      | ?           | ?          |
| M. Memo        | 14       | -16     | ?           | ?          | -            | -            | -            | -            | 14       | -16    | 0+          | 0+         |
| M. Morra (I)   | 1        | 0       | ?           | ?          | -            | -            | -            | -            | 1        | 0      | 0+          | 0+         |
| F. Nanni       | -        | -       | -           | -          | 3            | 0            | ?            | ?            | 3        | 0      | 0+          | 0+         |
| A. Paris       | 23       | 3       | ?           | ?          | 4            | 0            | ?            | ?            | 27       | 3      | ?           | ?          |
| L. Rossi       | 1        | 0       | ?           | ?          | -            | -            | -            | -            | 1        | 0      | 0+          | 0+         |
| T. Roversi     | 27       | 0       | ?           | ?          | 4            | 0            | ?            | ?            | 31       | 0      | ?           | ?          |
| R. Sali        | 23       | 0       | ?           | ?          | 4            | 0            | ?            | ?            | 27       | 0      | ?           | ?          |
| P. Tagliaferri | 10       | 0       | ?           | ?          | 2            | 0            | ?            | ?            | 12       | 0      | ?           | ?          |
| F. Vincenzi    | 24       | 4       | ?           | ?          | 2            | 0            | ?            | ?            | 26       | 4      | ?           | ?          |
| G. Zinetti     | 16       | -14     | ?           | ?          | 3            | -2           | ?            | ?            | 19       | -16    | ?           | ?          |